# Genealogías de Harleian

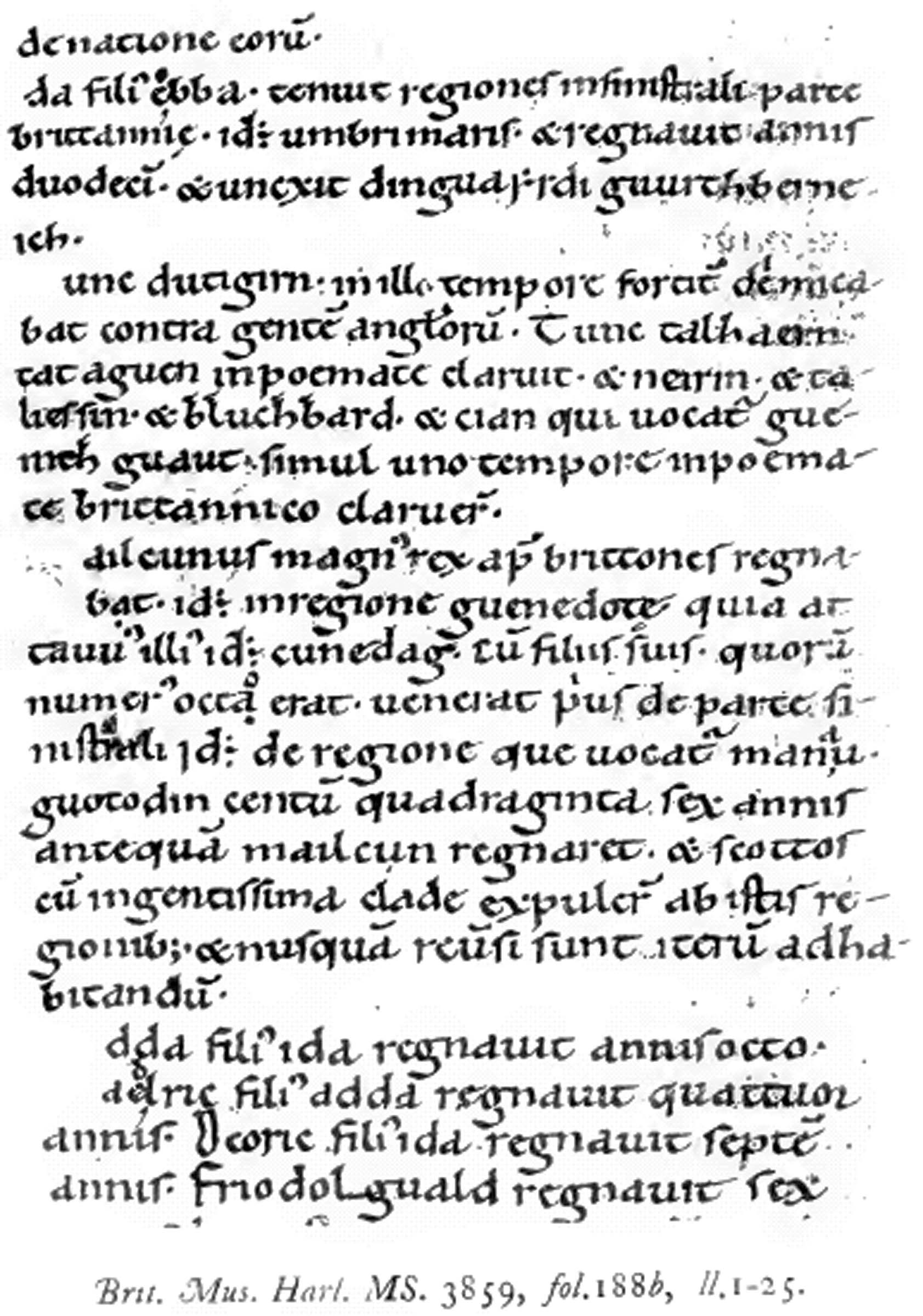
Foto de las Genealogías de Harleian que se preserva en la Biblioteca Británica, el manuscrito data al año 1100

Las genealogías de Harleian son una colección de genealogías del galés antiguo preservadas en la Biblioteca Británica, Harleian MS 3859. Parte de la Colección Harleiana, el manuscrito, el cual también contiene los Annales Cambriae (Recensión A) y una versión del Historia Brittonum, ha sido fechado en el 1100, aunque la fecha del 1200 también es posible. Debido a que las genealogías empiezan con los linajes paternos y maternos de Owain ap Hywel Dda (d. 988), el material probablemente haya sido compilado durante su reinado. La colección también sigue los linajes de gobernantes menos prominentes de Gales y el Yr Hen Ogledd o el Viejo Norte. Algunas de las genealogías re-aparecen en las genealogías del Jesus College MS. 20.

## Ediciones
- Phillimore, Egerton (1888), "El Annales Cambriae y Antiguas genealogías galesas, de Harleian MS. 3859",  en Phillimore, Egerton, Phillimore, Egerton (1888), «The Annales Cambriae and Old Welsh Genealogies, from Harleian MS. 3859»,  en Phillimore, Egerton, ed., Y Cymmrodor IX, Honourable Society of Cymmrodorion, pp. 141-183., Phillimore, Egerton (1888), «The Annales Cambriae and Old Welsh Genealogies, from Harleian MS. 3859»,  en Phillimore, Egerton, ed., Y Cymmrodor IX, Honourable Society of Cymmrodorion, pp. 141-183., Honorable Sociedad de Cymmrodorion, pp. 141–183. Una copia de este texto está reproducida en línea en Recursos de texto para la historia de la ‘Edad Oscura', Keith Fitzpatrick-Matthews.
- Bartrum, P.C. (tr.). Tramos Genealógicos galeses primitivos. Cardiff: UWP, 1966. Versiones editadas de esta traducción aparecen en Wikisource y Literatura Celta Colectiva de Mary Jones.

## Lecturas complementarias
- Nicholson, E. Williams B. (1908), "Nicholson, E. Williams B. (1908), «The Dynasty of Cunedag and the 'Harleian Genealogies'», Y Cymmrodor XXI, London: Honourable Society of Cymmrodorion, pp. 63-105.", Nicholson, E. Williams B. (1908), «The Dynasty of Cunedag and the 'Harleian Genealogies'», Y Cymmrodor XXI, London: Honourable Society of Cymmrodorion, pp. 63-105., Nicholson, E. Williams B. (1908), «The Dynasty of Cunedag and the 'Harleian Genealogies'», Y Cymmrodor XXI, London: Honourable Society of Cymmrodorion, pp. 63-105., Londres: Nicholson, E. Williams B. (1908), «The Dynasty of Cunedag and the 'Harleian Genealogies'», Y Cymmrodor XXI, London: Honourable Society of Cymmrodorion, pp. 63-105., pp. 63–105
- Anscombe, A. (1898), "Índices a Viejas Genealogías galesas (primera parte)",  en Stokes, Whitley; Meyer, Kuno, Anscombe, A. (1900), «Indexes to Old-Welsh Genealogies (first part)»,  en Stokes, Whitley, ed., Archiv für celtische Lexikographie I, Halle: Max Niemeyer, pp. 187-212; 513-549., Anscombe, A. (1900), «Indexes to Old-Welsh Genealogies (first part)»,  en Stokes, Whitley, ed., Archiv für celtische Lexikographie I, Halle: Max Niemeyer, pp. 187-212; 513-549., Halle: Max Niemeyer (publicado 1900), pp. 187–212; 513–549
- Anscombe, A. (1898), "Índices a Viejas Genealogías galesas (continuación)",  en Stokes, Whitley; Meyer, Kuno, Anscombe, A. (1904), «Indexes to Old-Welsh Genealogies (continuation)»,  en Stokes, Whitley, ed., Archiv für celtische Lexikographie II, Halle: Max Niemeyer, pp. 147-196., Anscombe, A. (1904), «Indexes to Old-Welsh Genealogies (continuation)»,  en Stokes, Whitley, ed., Archiv für celtische Lexikographie II, Halle: Max Niemeyer, pp. 147-196., Halle: Max Niemeyer (publicado 1904), pp. 147–196
- James, J.W. “El Harleian Señora 3859 Genealogía II: Los Reyes de Dyfed abajo a Arthur Mapa Petr. Muerto c. 586.” Boletín del Tablero de Estudios Celtas 23:2 (1969), 143-52.
- Phillimore, Egerton, ed. (1887), "Linajes del Jesus College MS. 20", Phillimore, Egerton, ed. (1887), «Pedigrees from Jesus College MS. 20», Y Cymmrodor VIII, Honourable Society of Cymmrodorion, pp. 77-92., Phillimore, Egerton, ed. (1887), «Pedigrees from Jesus College MS. 20», Y Cymmrodor VIII, Honourable Society of Cymmrodorion, pp. 77-92., Honorable Sociedad de Cymmrodorion, pp. 77–92